# Le Roman de Jim
La Roman de Jim, títol original en francés, és una pel·lícula francesa dirigida pels germans Arnaud i Jean-Marie Larrieu. El guió, també escrit pels Larrieu, és una adaptació de la novel·la homònima de Pierric Bailly.
La pel·lícula fou seleccionada i estrenada al Festival de Cannes 2024. Ha guanyat diversos premis com el César al millor actor de 2025 i el Premio del Público del Festival de Cinema de Gijón.

## Argument
Aymeric surt una nit a pendre alguna cosa i, per casualitat, es troba amb Florence, una antiga companya de treball que està soltera i embarassada. Aviat comencen una relació amorosa i Aymeric se'n fa càrrec del petit Jim como si fos realment fill seu. Passen uns anys feliços, fins que, quan Jim té unos vuit anys, reapareix Christophe, el pare biològic de Jim, demanant una segona oportunitat. Florence decideix reprendre la seva relació amb en Christophe i ben aviat ells dos i en Jim se'n van a viure a Canadà.

## Repartiment
- Karim Leklou: Aymeric
- Laetitia Dosch: Florence
- Sara Giraudeau: Olivia
- Bertrand Belin: Christophe
- Noée Abita: Aurélie
- Eol Personne: Jim (nen)
- Andranic Manet: Jim (adult)

## Producció
Al març del 2023 els germans Larrieu foren anunciats com els encarregats de portar a la gran pantalla la novel·la de Bailly, publicada un parell d'anys abans. També es va anunciar que el rodatge començaría en juny del mateix any i que trigaria un parell de mesos en acabar-se, duent-se a terme una gran part del mateix a la regió de Borgonya-Franc Comtat, concretament al Departament del Jura.
La producció va anar a càrrec de SBS Productions i Arte France Cinéma.
Per escollir al protagonista, Aymeric, els directores van fer diferents càstings durant tres mesos, sense resultats, fins que van coincidir casualmente amb Leklou, del que havien sentit parlar, i en deu minuts estaven convençuts.
Encara que la pel·lícula abasta uns 27 anys, l'únic personatge que fou interpretat per més d'un actor fou el de Jim.

## Premis i nominacions
* Font: Pàgina de la pel·lícula a IMDb.
| Any  | Premi / Festival                                | Categoria                                    | Nominat         | Resultat   |
| ---- | ----------------------------------------------- | -------------------------------------------- | --------------- | ---------- |
| 2024 | Festival de Cinema de Gijón                     | Millor pel·lícula - Albar                    | Germans Larrieu | Nominats   |
| 2024 | Festival de Cinema de Gijón                     | Premi del Públic                             | Germans Larrieu | Guanyadors |
| 2024 | Festival de Lisboa                              | Millor pel·lícula - Secció oficial           | Germans Larrieu | Nominats   |
| 2024 | Festival de Lisboa                              | Millor actor - Premi especial del jurat      | Karim Leklou    | Guanyador  |
| 2024 | Festival Internacional de Cinema de Brussel·les | Millor pel·lícula - Competició Internacional | Germans Larrieu | Guanyadors |
| 2025 | Premis César                                    | Millor actor                                 | Karim Leklou    | Guanyador  |
| 2025 | Premis Lumières                                 | Millor pel·lícula                            | Germans Larrieu | Nominats   |
| 2025 | Premis Lumières                                 | Millor actor                                 | Karim Leklou    | Nominat    |

## Recepció
La película fou estrenada al Festival de Cannes fora de competició, encara que després de veure-la alguns crítics han questionat que no formés part de la selecció oficial.
A IMDb la pel·lícula té un resultat de 6.8 sobre 10. I a Filmaffinity obté un 7.0 sobre 10.